# Cirrusy
Cirrusy, wąsy (łac. cirri) – określenie różnych wyrostków na ciele wieloszczetów, zwłaszcza palcowatych wyrostków na ich parapodiach.

## Tułów
Na tułowiu cirrusy zlokalizowane są na parapodiach lub w przypadku redukcji tychże bezpośrednio na ścianie ciała. Wyróżnia się trzy ich rodzaje cirrusów parapodialnych. Po grzbietowej stronie nasadowej części gałęzi grzbietowej parapodium (notopodium) wyrasta cirrus grzbietowy (cirrus dorsalny, wąs grzbietowy, notocirrus). Po brzusznej stronie nasadowej części gałęzi brzusznej parapodium (neuropodium) wyrasta cirrus brzuszny (cirrus wentralny, wąs brzuszny, neurocirrus). Po brzusznej stronie gałęzi grzbietowej parapodium (notopodium) wyrastać może cirrus interramalny, który to wrasta w przestrzeń między gałęziami grzbietową i brzuszną parapodium (przestrzeń interramalną). Ich długość jest zwykle mniejsza niż gałęzi parapodium, na której są osadzone, ale może być też bardzo duża. Cirrusy mogą być podzielone na dwa człony – nasadowy cirrofor i odsiebny cirrostyl.
Cirrusy mogą pełnić funkcje zmysłowe, być wykształcone w skrzela lub wiosełka. Ponadto wąsy grzbietowe mogą być przekształcone w okrywy (elytry), mające postać łusek i ochraniające grzbietową stronę ciała wieloszczeta.
Cirrusy w przeciwieństwie do szczeci wykształcają się z pranóży.

## Głowa
Na głowie wieloszczeta umieszczone mogą być cirrusy okołogębowe (wąsy przyustne, cirrusy tentakularne, tentakule). Najczęściej zlokalizowane są one na perystomie i noszą wówczas nazwę cirrusów (wąsów) perystomalnych, ale mogą też leżeć na dalszych segmentach przedniej części ciała. Termin ten nie jest używany w sposób ścisły i może być odnoszony do przydatków o różnym pochodzeniu ewolucyjnym. Często cirrusy te są homologiczne cirrusom grzbietowym i brzusznym parapodiów. Funkcja tych cirrusów jest zwykle zmysłowa.

## Pygidium
Cirrusy zlokalizowane na pygidium noszą nazwę cirrusów analnych lub pygidialnych, ewentualnie wąsów odbytowych.